# Ахтамзян, Абдулхан Абдурахманович
Абдулха́н Абдурахма́нович Ахтамзян (10 декабря 1930 — 27 июня 2018) — советский и российский историк-международник, специалист по истории международных отношений и дипломатии XX века. Доктор исторических наук (1975), профессор (1976), почётный профессор МГИМО (2007). Советник I класса МИД СССР (1983). Заслуженный деятель науки РФ (2001).

## Биография
Окончил вечернюю школу рабочей молодёжи с золотой медалью (1949), затем историко-международный факультет МГИМО (1954, историк-международник) и аспирантуру (1958). В 1960 году защитил кандидатскую диссертацию «Захватническая политика германского империализма в отношении Советской России в период Бреста (ноябрь 1917 г. — ноябрь 1918 г.)».
С 1957 года работал в МГИМО: в 1971—1974 годах секретарь парткома, главный редактор издательства. В 1974 году защитил докторскую диссертацию «Рапалльская политика — опыт мирного сосуществования советского государства и Германии в 1922—1932 годах»; в 1977—1997 годах заведовал кафедрой истории и политики стран Европы и Америки.
Председатель Татарского академического общества г. Москвы. Член Международной академии информатизации (1994), почётный член Академии наук Республики Татарстан (1999).
Награждён орденом Дружбы народов, Золотым Почётным знаком «За заслуги перед Австрийской Республикой», многими медалями, в частности «В память 1000-летия Казани».
Его сын Ильдар — кандидат исторических наук, также работает в МГИМО.
Скончался А. А. Ахтамзян 27 июня 2018 года. Похоронен на Даниловском мусульманском кладбище в Москве .

## Основные труды
Основные научные работы по истории международных отношений, истории Германии, Австрии и других европейских стран.
- «История международных отношений и внешней политики СССР» (в соавт., М., 1961)
- «От Бреста до Киля (об отношениях Германии и России в 1917—1918 гг.)» (М., 1963)
- «Рапалльская политика. Советско-германские дипломатические отношения в 1922—1932 гг.» (М., 1974)
- «Объединение Германии» (М., 1994)
- «Германия и Россия в конце XX столетия» (М., 2000)
- «Объединение Германии. Обстоятельства и последствия» (М., 2008)